# Alfa: O antologie a literaturii de anticipație românești
Alfa: O antologie a literaturii de anticipație românești este o colecție de povestiri științifico-fantastice editată de Alexandru Mironov, Ion Ilie Iosif și Radu Honga. A apărut în 1983 la Editura Scrisul Românesc.

## Cuprins
1. „Cuvânt înainte” de Ion Ilie Iosif și Alexandru Mironov
2. „Recviem după singurătate” de George Anania și Romulus Bărbulescu
3. „Dialog necunoscut” de Mihu Antin (povestire din 1972)
4. „Alt dialog necunoscut” de Mihu Antin (povestire din 1974)
5. „Catacombele” de Horia Aramă
6. „Legenda despre cosmonaut” de Dan Arcașu
7. „Până în zori...” de Dan Arcașu
8. „Coborâre în ape” de Voicu Bugariu (povestire apărută în Lumea lui Als Ob, 1981)
9. „Infinipathia” de George Ceaușu
10. „Agonie albă” de Carmen-Madelein Cioroianu
11. „Culoarea morții era albastră” de Carmen-Madelein Cioroianu
12. „Casa de pe colină” de Carmen-Madelein Cioroianu
13. „Crinii” de Carmen-Madelein Cioroianu
14. „Manuscris găsit în depozitul WOW” de Daniel Cocoru
15. „Granule de întuneric” de Daniel Cocoru
16. „Lnaga” de Vladimir Colin (povestire apărută în Viitorul al doilea, 1966 și în Dinții lui Cronos, 1975)[1]
17. „Un capitol de istorie literară” de Ovid S. Crohmălniceanu
18. „Ritmul ascuns al inimii” de Constantin Cubleșan (povestire apărută în Nepăsătoarele stele, 1968 și în Fugă în spațiu-timp, 1981)
19. „Obeliscul” de Dan Culcer
20. „Zece secunde” de Dorin Davideanu
21. „Teama” de Dorel Dorian
22. „Greața” de Titus Filipaș
23. „Lara” de Sandu Florea
24. „Darne și Charis” de George Gănescu
25. „Marlin cel Rău” de Mihail Grămescu
26. „Δ” de Mihail Grămescu
27. „Programul” de Mihail Grămescu (povestire apărută în Aporisticon: Glosar de civilizații imaginare, 1981)
28. „Cea mai bună dintre lumi” de Ion Hobana (povestire apărută în Oameni și stele, 1962/3)
29. „Lecție de literatură pentru semenii noștri” de Radu Honga
30. „Câteva zile din viața lui Theodore” de Radu Honga (altă denumire: „Theodore”)
31. „Trafic” de Radu Honga
32. „Ura” de Mihai Ionescu
33. „Răzbunarea lui Pierrot” de Ion Ilie Iosif (povestire apărută în Întîmplări din veacul XXI, 1974)
34. „Congresul Backster” de Eduard Jurist
35. „Un salt pe candelabru” de Victor Kernbach (povestire apărută în Povestiri ciudate, 1967)
36. „Și dacă undeva în Univers cresc cactuși” de Marcel Luca (apărută în 1972 în Povestiri științifico-fantastice sub denumirea „Dacă undeva în univers cresc cactuși”)
37. „Imposibila revedere” de Marcel Luca  (povestire apărută în Povestiri științifico-fantastice, 1972)
38. „Ultimul zâmbet al Juanitei” de Marcel Luca  (povestire apărută în Povestiri științifico-fantastice, 1972)
39. „Cînd nu vor fi gândaci de Colorado” de Marcel Luca (apărută în 1972 în Povestiri științifico-fantastice sub denumirea „Când nu vor fi gândaci în Colorado”)
40. „Chinta royală” de Marcel Luca
41. „Draga mea Cesy” de Gabriel Manolescu
42. „Chitara cu vise” de Gabriel Manolescu
43. „Treizeci de ore” de Gabriel Manolescu
44. „Robinsonul spațiului” de Victor Martin
45. „Sintetizorul” de Victor Martin
46. „Seara sosiilor” de Victor Martin
47. „Ziua zborului” de Dan Merișca
48. „Zâmbetul” de B. Mircea
49. „Nemăsurate chinurile lui” de Alexandru Mironov
50. „Mirabila făptură” de Alexandru Mironov
51. „La mulți ani, 2000!” de Ion Ilie Iosif și Alexandru Mironov
52. „Nu rupeți florile!” de Eugen Moraru
53. „Monstrul de lemn” de Eugen Moraru
54. „Târgul mondial de carte” de Cornel Omescu
55. „Iute ca gândul” de Cornel Omescu
56. „Fără stomac” de Cornel Omescu
57. „Hobby” de Cornel Omescu
58. „Conglomeratul” de Cornel Omescu
59. „Întâlnirea” de Leonard Oprea
60. „Structuri cinetice ” de Mircea Opriță (povestire apărută în Nopțile memoriei, 1973)
61. „Pe linie moartă” de Mircea Opriță  (povestire apărută în Nopțile memoriei, 1973)
62. „Un reportaj primejdios” de Ioana Petrescu
63. „Omul tăcut, inelul și fata blondă” de Dan Merișca și Doru Pruteanu
64. „Redundostopul” de Ovidiu Rîureanu
65. „Supraviețuitorul” de Adrian Rogoz
66. „Oceanul cu triluri” de Viorica Huber (povestire din 1965, a apărut și în O falie în timp, 1976 și în Să nu afle Aladin, 1981)
67. „Metapolis” de Gheorghe Săsărman
68. „Homogenia” (din seria Cuadratura cercului) de Gheorghe Săsărman
69. „Harapabad” de  Gheorghe Săsărman
70. „Moebia sau Orașul interzis” de Gheorghe Săsărman
71. „Isopolis” (din seria Cuadratura cercului) de Gheorghe Săsărman
72. „Întoarcerea lui Robinson” de Sorin Sighișanu
73. „Strada” de Sorin Sighișanu
74. „Zidul de nisip” de Sorin Sighișanu
75. „Splendoarea unei mii de ani lumină” de Marius Stătescu
76. „Paznicul” de Marius Stătescu
77. „O zi ciudată” de Mircea Șerbănescu
78. „Clipa fericită” de Ghighi Teibrich
79. „Scrisoare din hipercubul 14” de Alexandru Ungureanu
80. „Floarea albastră” de Andreea Zăvoianu
81. „Aventurile fandomului român” eseu de Adrian Rogoz

## Legături externe
- Alfa: O antologie a literaturii de anticipație românești la isfdb.org

## Vezi și
- 1983 în literatură
- Lista cărților științifico-fantastice publicate în România
- Lista volumelor publicate în Colecția Fantastic Club
- Lista antologiilor de povestiri științifico-fantastice românești